# توطئه (جرم)
در حقوق کیفری توطئه به معنای توافق دو یا چند نفر برای انجام جرمی در آینده است. در برخی کشورها برای اثبات توطئه نیازبه حداقل یک شاهد با مدرک می‌باشد. هیچ محدودیتی برای تعداد توطئه گران نیست و در برخی کشورها برای اثبات جرم مهم نیست که توطئه گران در چه مرحله‌ای از وقوع جرم می‌باشند. یعنی به محض ثابت شدن نیت جنایت، آنان مجرم شناخته می‌شوند.